# Majano
Majano (friuli nyelven Maian) település Olaszországban, Friuli-Venezia Giulia régióban, Udine megyében. Lakosainak száma 5771 fő (2023. január 1.). Majano Colloredo di Monte Albano, Osoppo, San Daniele del Friuli, Buja, Forgaria nel Friuli és Rive d’Arcano községekkel határos.

## Népesség
A település népességének változása:
| Lakosok száma | 5981 | 5932 | 5771 |
|               | 2017 | 2018 | 2023 |

## Híres szülöttjei
- Lorenzo Buffon labdarúgó